# Gsteig bei Gstaad
Gsteig bei Gstaad (a veces abreviado como Gsteig b. Gstaad; oficialmente, Gsteig; en francés y obsoleto, Châtelet) es una comuna suiza situada en el distrito administrativo de Obersimmental-Saanen, en el cantón de Berna. Tiene una población estimada, a fines de 2022, de 1003 habitantes.